# Häagen-Dazs
Häagen-Dazs és una marca de gelats, establerta per Reuben i Rose Mattus al Bronx, Nova York, el 1961, partint de només tres sabors: vainilla, xocolata i cafè. La companyia va obrir la seva primera botiga a Brooklyn, el 15 de novembre de 1976. Actualment la companyia té botigues franquiciades arreu del món. El nom de l'empresa no és d'origen danès sinó una creació original del fundador de la companyia